# Рескальдіна
Рескальдіна (італ. Rescaldina) — муніципалітет в Італії, у регіоні Ломбардія,  метрополійне місто Мілан.
Рескальдіна розташована на відстані близько 510 км на північний захід від Рима, 26 км на північний захід від Мілана.
Населення — 14 236 осіб (2014).
Щорічний фестиваль відбувається 20 серпня. Покровитель — San Bernardo.

## Демографія
Населення за роками:

Станом на 1 січня 2023 року в муніципалітеті офіційно проживало 1285 іноземців з 65 країн, серед них 192 громадяни країн Євросоюзу та 88 громадян України.

## Сусідні муніципалітети
- Кастелланца
- Черро-Маджоре
- Чизлаго
- Джеренцано
- Горла-Міноре
- Леньяно
- Марнате
- Убольдо